# Douches froides
Douches froides è un film del 2005 diretto da Antony Cordier.

## Trama
Mickael è un ragazzo proveniente da una famiglia appartenente alla classe operaia: il padre Gérard è un tassista che ha perso la licenza e il lavoro come conseguenza della guida in stato di ebbrezza; la madre Annie lavora come donna delle pulizie nella palestra di un liceo. Mickael non è un grande studioso, eccelle nel judo e la sua vita è incentrata unicamente sullo sport e sulla sua fidanzata Vanessa.
Il benestante Louis Steiner, padre di Clément, uno dei compagni di squadra di Mickael, decide di sponsorizzare la squadra di judo e chiede a Mickael di aiutare il figlio a perfezionare la sua tecnica in vista del campionato francese di judo.
Chiamato a sostituire al campionato un compagno di squadra infortunato, Mickael è costretto a perdere otto chili per potersi qualificare. Intanto Mickael e Vanessa diventano sempre più intimi con Clément finendo anche con il fare sesso di gruppo dopo ore di palestra. Quando i tre decidono di provarci nuovamente in una stanza d'albergo, Mickael, sentendosi inferiore a Clément, preferisce non prendere parte alla cosa.

## Colonna sonora
La colonna sonora del film contiene canzoni di Julie Delpy e Galt MacDermot. La musica è stata composta da Nicolas Lemercier. La canzone principale del film si intitola "Central Park".

## Premi e nomination
| Anno | Premio                            | Categoria                                  | Risultato       |
| ---- | --------------------------------- | ------------------------------------------ | --------------- |
| 2005 | Premio Louis-Delluc               | Miglior opera prima (Antony Cordier)       | Vincitore/trice |
| 2006 | Premio César                      | Migliore opera prima (Antony Cordier)      | Candidato/a     |
| 2006 | Premio Lumière                    | Miglior promessa maschile (Johan Libéreau) | Vincitore/trice |
| 2006 | Taipei Film Festival              | Grand Prize (Antony Cordier)               | Vincitore/trice |
| 2006 | Verona Love Screens Film Festival | Miglior film (Antony Cordier)              | Vincitore/trice |